# Aknalich
Aknalich är en ort i Armenien.   Den ligger i provinsen Armavir, i den västra delen av landet, 30 kilometer väster om huvudstaden Jerevan. Aknalich ligger 862 meter över havet och antalet invånare är 2 654.
Terrängen runt Aknalich är huvudsakligen platt, men norrut är den kuperad. Runt Aknalich är det ganska tätbefolkat, med 248 invånare per kvadratkilometer.. Närmaste större samhälle är Armavir, 9,6 kilometer väster om Aknalich. 
Trakten runt Aknalich består till största delen av jordbruksmark.